# Saint-Ciers-d'Abzac
 Saint-Ciers-d'Abzac  là một xã thuộc tỉnh Gironde trong vùng Aquitaine tây nam nước Pháp. Xã này nằm ở khu vực có độ cao trung bình 50 mét trên mực nước biển.